# Svaz moderní kultury Devětsil
Devětsil byl český levicový umělecký svaz, který působil v letech 1920 až 1930.

## Vznik a vývoj Devětsilu
Dne 5. října 1920 v Praze vznikl Umělecký svaz Devětsil, založený skupinou socialisticky orientovaných výtvarníků a literátů, kteří se poznali v pražském školním prostředí gymnázií v Křemencově ulici a na Žižkově. Prvními členy byli Artuš Černík, Josef Frič, Josef Havlíček, Adolf Hoffmeister, Karel Prox, Jaroslav Seifert, Ivan Suk, Ladislav Süss, Vladimír Štulc, Karel Teige, Vladislav Vančura, Karel Vaněk (malíř), Karel Veselík a Alois Wachsman.
Devětsil se profiloval jako seskupení českých avantgardních umělců. Nejednalo se však pouze o literáty. Zastoupeni byli i herci, výtvarníci, hudebníci apod. Po založení se členové Devětsilu věnovali proletářskému umění a tzv. magickému realismu, od roku 1923 se angažovali v poetismu. Klíčové sborníky Devětsil a Život byly vydány v roce 1922.
V roce 1923 vznikla i brněnská pobočka. Tato pobočka vydávala časopis Pásmo. Její člen, překladatel, básník a kritik Artuš Černík udržoval živé kontakty s vydavateli hlavních evropských avantgardních časopisů. Vedle výstavy nového umění v roce 1924 (redukované reprízy Bazaru moderních umělců) a výstavy Josefa Šímy roku 1925 patřily k hlavním aktivitám Brněnského Devětsilu odborné přednášky a efemérní dadaistické akce jako excentrické karnevaly a eight o'oclocky umělců, které důsledně naplňovaly avantgardní krédo propojení umění a života.
V roce 1925 se uskupení přejmenovalo na Svaz moderní kultury Devětsil. Součástí spolku s vlastní uměleckou správou se od října 1925 do roku 1927 stalo Osvobozené divadlo režiséra Jiřího Frejky. Režisér Jiří Frejka a architekt Antonín Heythum byli představiteli divadelního konstruktivismu, a to ještě před spojením Osvobozeného divadla s Devětsilem v roce 1926.
Svoji premiéru si Devětsil odbyl 15. prosince v pražském Mozarteu. Představil zde svůj program, své myšlenky a své členy. Členové Devětsilu věřili, že k umělecké revoluci je potřeba organizovanou skupinu, že jednotlivec sám o sobě nemůže nic změnit, ba ani umělecky něčeho velkého dosáhnout – potřebuje být organizován. Staví se proti „staré“ literatuře, jež je psána pro bohatou vrstvu a jdou s revoluční vrstvou – s dělnictvem. Program Devětsilu byl vcelku jednoduchý a jasný. Snažil se přiblížit umění co nejširšímu publiku. Chtěl, aby akce, které pořádá, byly co nejpopulárnější, co nejpřístupnější, co nejrozličnější. K uskutečnění těchto snů však byly k zapotřebí finance. Proto každý člen platil členský příspěvek 20 korun ročně. Z těchto příspěvků byly financovány pořádané akce (přednášky o umění, recitační večery či divadelní představení). Dále se z těchto peněz vyplácely tzv. umělecké prémie a umožňovaly zavést členské slevy na Devětsilem pořádané akce.
V roce 1929, poté co Jaroslav Seifert spolupodepsal s dalšími spisovateli Manifest sedmi, sepsali Teige, Nezval a Halas spolu s několika dalšími autory protimanifest a Seifert byl na návrh Julia Fučíka z Devětsilu vyloučen.
Postupem času odcházeli z Devětsilu mnozí členové, architekti, filmoví a divadelní umělci, hudebníci a nakonec i zakládající umělci. Teige po odchodu věnoval svůj čas především architektuře a teorii umění. Někteří odcházejí do jiné umělecké skupiny s názvem Literární skupina. Devětsil a Literární skupina sice měly podobné zaměření, ale lišily se jejich názory. Na odchod Teigeho a Seiferta reagoval Josef Hora ve své krátké básni Žák Devětsilu.
V roce 1927 ukončila svoje působení brněnská skupina a v roce 1930 padla i poslední bašta Devětsilu, tj. pražská skupina.

## Časopisy Devětsilu
Pražská skupina vydávala časopisy Revue Devětsilu (ReD, měsíčník pro moderní kulturu; vycházel v letech 1927–1931) a Disk, brněnská skupina pak vydávala časopis Pásmo. Zároveň členové Devětsilu přispívali i do časopisu vydávaného Literární skupinou Host.

## Výstava 2020
V roce 2020 připomněla Galerie hlavního města Prahy existenci Devětsilu výstavou Devětsil 1920–1931.

## Citát
| „                  | Bylo nás právě devět. Ale to nebyl nikterak důvod ke jménu spolku. V té době právě vyšla Krakonošova zahrada bratří Čapků a v té jsme listovali, hledajíce příhodný název. Hoffmeister navrhoval Zlaté kapradí. To bylo však zamítnuto. Ale v téže knížce objevil Teige – devětsil. Toto jméno bylo okamžitě přijato. | “ |
| — Jaroslav Seifert | |   |

## Představitelé
Zakladatelé:
- Artuš Černík
- Josef Frič
- Josef Havlíček
- Adolf Hoffmeister
- Karel Prox
- Jaroslav Seifert
- Ivan Suk
- Ladislav Süss
- Vladimír Štulc
- Karel Teige
- Vladislav Vančura
- Karel Vaněk (malíř)
- Karel Veselík
- Alois Wachsman

Vůdčí osobnosti:

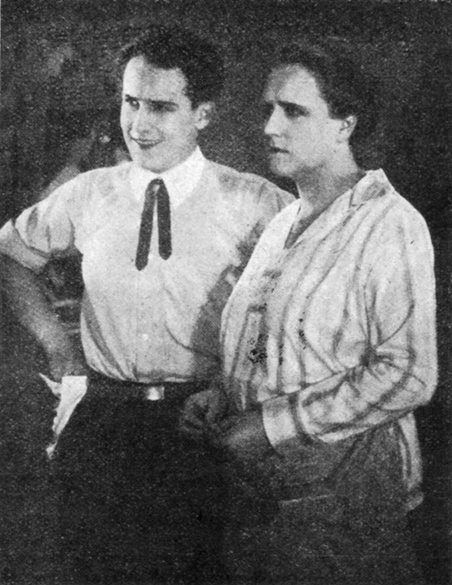
Petr Dolan (=Jiří Voskovec) jako Ríša a Božena Svobodová jako bytná ve filmu „Pohádka máje“ režiséra Karla Antona z roku 1926

- Karel Teige – literární teoretik, zakládající člen
- Vítězslav Nezval – básník
- Jaroslav Seifert – básník, zakládající člen

Čestní členové:
- Charlie Chaplin
- Douglas Fairbanks

Architekti:
- Jaroslav Fragner
- Jan Gillar
- Josef Havlíček
- Karel Honzík
- Josef Chochol
- Jan Rosůlek
- Jan Evangelista Koula
- Jaromír Krejcar
- Evžen Linhart
- Pavel Smetana
- Josef Kranz

Básníci:
- Konstantin Biebl
- František Halas
- Jindřich Hořejší
- Jiří Wolker

Herci:
- Jiří Voskovec – vyloučen pro roli ve filmu Pohádka máje,[8] která se ostatním členům zdála nedůstojná revolučního umělce
- Jan Werich – později své členství v této skupině popíral (mj. v Táto povídej – rozhovoru se svou dcerou Janou)

Hudebníci:
- Jaroslav Ježek

Režiséři:
- Jiří Frejka
- Emil František Burian
- Jindřich Honzl

Spisovatelé:
- Karel Konrád
- Vladislav Vančura – zakládající člen
- Julius Fučík

Tanečníci/Choreografky:
- Míra Holzbachová
- Jarmila Kröschlová
- Milča Mayerová

Výtvarníci:
- Antonín Heythum
- Adolf Hoffmeister – zakládající člen
- Otakar Mrkvička
- František Muzika
- Jindřich Štyrský
- Toyen
- Jaroslava Vondráčková

Fotografové:
- Jaroslav Rössler
- Evžen Markalous
- Jindřich Štyrský

Teoretici / literární vědci:
- Karel Teige
- Jiří Frejka
- Bedřich Václavek
- Artuš Černík

## Výstavy
- 1922 Jarní výstava, Rudolfinum (pod hlavičkou Krasoumné jednoty), první přehlídka tvorby Uměleckého svazu Devětsil
- listopad 1923 Bazar moderního umění, sál Krasoumné jednoty v Rudolfinu, druhá výstava Devětsilu, kurátor Karel Teige
- 2019 Devětsil 1920–1931, Galerie hlavního města Prahy, Dům U Kamenného zvonu, 11. prosinec 2019 – 29. březen 2020, kurátorka Alena Pomajzlová a kolektiv.[5]